# Aeroportul Yuanmou
Aeroportul Yuanmou (IATA: YUA) este un aeroport din Yunnan, Republica Populară Chineză.
aeroportul dispune de o singură pistă.